# 日叶酢媛命
日叶酢媛命（ひばすひめのみこと，？－3年7月6日），垂仁天皇皇后，丹波道主王的長女。《日本书纪》记作“日叶酢媛”、“日叶酢根命”、“日叶洲媛命”。《古事记》记作“冰羽州比卖命”、“比婆须比卖命”。生五十瓊敷入彥命、景行天皇、大中姬命、大中津日子命、倭姬命、稚城瓊入彥命。

## 生平
垂仁天皇十五年七月，根据狭穗姬命的遗愿，立其为皇后，她的三個妹妹渟葉田瓊入媛、真砥野媛、葪瓊入媛也都成為妃子。另一個妹妹竹野媛因相貌醜陋被遣回家，走到葛野的時候，墮崖自殺而死，從此那個地方就被稱為墮國。垂仁天皇三十七年二月，日叶酢媛命去世，垂仁天皇禁止以人陪葬，而改為土物。
| 前任： 狭穗姬命 | 日本皇后 约前24年—？年 | 繼任： 播磨稻日大郎姬 |